# Le Normandie
Pour l'ancien paquebot, voir Normandie (paquebot). Pour les autres homonymes, voir Normandie (homonymie).
Le Normandie est une salle de cinéma située à N'Djaména, capitale du Tchad, sur l'avenue Charles-de-Gaulle. 

## Historique
La salle a été créée en 1949 mais a cessé toutes ses activités au milieu des années 1980 à cause de la guerre civile tchadienne. Son nom rappelle le débarquement des troupes alliées en Normandie en juin 1944, début de la libération de la France. 
À l'initiative du réalisateur Mahamat Saleh Haroun, elle a été rénovée en 2011, à l'occasion des 50 ans de l'indépendance du Tchad. La salle a rouvert ses portes au public le 1er décembre 2011.

## Exploitation
Le Normandie est l'une des rares salles de cinéma en exploitation en Afrique subsaharienne francophone et l'unique en Afrique centrale.
Elle peut accueillir 440 spectateurs et est équipée en 35mm et en numérique. Elle est dirigée depuis 2011 par le cinéaste Issa Serge Coelo.[réf. souhaitée]